# Lethrinus ravus
Lethrinus ravus is een straalvinnige vissensoort uit de familie van straatvegers (Lethrinidae). De wetenschappelijke naam van de soort is voor het eerst geldig gepubliceerd in 2003 door Carpenter & Randall.